# Ludovico Stern

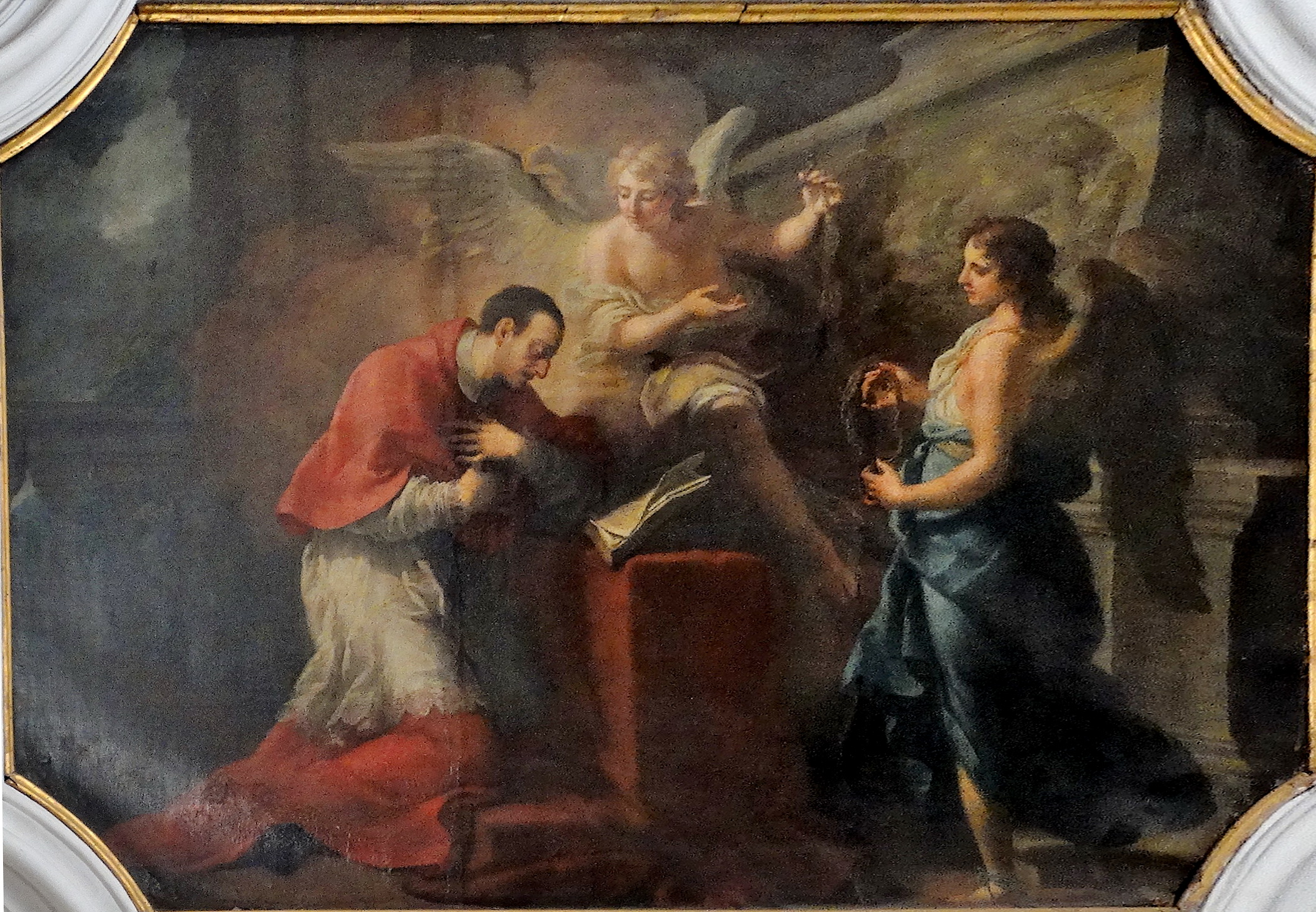
Ludovico Stern, San Carlo Borromeo in preghiera

Ludovico Stern (Roma, 5 ottobre 1709 – Roma, 25 dicembre 1777) è stato un pittore italiano, appartenente a famiglia di origine bavarese.

## Biografia
Ludovico Stern è stato tra i protagonisti della pittura romana, dalla stagione più avanzata del barocco, che si insinua nel rococò, fino all'avvento del neoclassicismo.
Gli Stern sono una dinastia di artisti, pittori e architetti, operanti a Roma con una continuità non interrotta che, dall'inizio del Settecento, arriva fino al principio del Novecento. Il capostipite Ignaz, pittore (noto anche col nome italianizzato Ignazio Stella) dalla nativa Baviera giunse a Roma, dopo una sosta a Bologna. Delle sue due figlie, Veronica è stata un'affermata miniaturista e Maddalena ha sposato il pittore francese Claude Joseph Vernet.
L'opera più nota di Ludovico Stern è ciclo di tele che rappresentano i Quattro Continenti, allora noti, nella Stanza delle Quattro Parti del Mondo di Palazzo Borghese, a Roma.
Nella basilica di Santa Prassede, nella cappella di san Carlo Borromeo, egli ha dipinto un San Carlo in preghiera e  un San Carlo in estasi. Per la chiesa di San Lorenzo in Lucina ha dipinto la pala d'altare San Francesco Caracciolo adora il Santissimo Sacramento.
Al Museo del Barocco di Ariccia, a Palazzo Chigi, ci sono due tele di Ludovico Stern, pervenute grazie alla donazione Fabrizio Lemme. L'Accademia di San Luca, a Roma, che accolse Stern come membro, conserva due sue tele che raffigurano Nature morte. Stern fece anche parte dell'Accademia dei virtuosi al Pantheon.

### Artista eclettico
L'ampio studio, pubblicato da Francesco Petrucci nel 2012, ha elencato 12 Nature morte, 8 ritratti, 18 tele a soggetto vario, 16 pale d'altare e cicli decorativi composti da 28 opere di pittura, quasi tutte a Palazzo Borghese, dove il pittore ha lavorato dal 1748 al 1777, al servizio del principe Paolo Aldobrandini Borghese.
L'inventario dei beni lasciati da Ludovico Stern alla sua morte elenca, tra le altre cose, anche le opere d'arte esistenti nel suo studio di pittore - bozzetti, disegni, incisioni, gessi, copie da altri artisti e opere originali di pittori antichi o suoi contemporanei - oltre ai libri della biblioteca personale dell'artista.
Pittore eclettico, di formazione accademica e di vasta cultura artistica, si ispirava a Guido Reni, di cui copiò alcune opere e a maestri del Barocco romano, come il Baciccio, Ludovico Gimignani, il Borgognone, Carlo Maratti. Sceglieva tinte delicate ma luminose, dipingeva a pennellate sciolte e leggere, con raffinatezza ed essenzialità compositiva e, ove possibile, inserendo elementi decorativi, come fiori, volatili e frutti.
La sua produzione è varia: dipinti di soggetto biblico, mitologico e allegorico, ma anche paesaggi e architetture. Nei ritratti ha guardato al Baciccio e ad Antonio David.